# Museo de la Vid y el Vino
El Museo de la Vid y el Vino es un museo enológico en la ciudad de Cafayate, en la provincia argentina de Salta.

## Edificio
El museo está dedicado a los vinos con denominación de origen Cafayate.
Se distribuye en dos salas que contienen distintas exhibiciones y temáticas dedicadas al etiquetado, la geografía, la historia y otros aspectos de los vinos con las denominaciones de origen mencionadas; con un patio central donde se rinde homenaje al agua y al sol de Cafayate.

## Exposición
Junto a una gran colección de objetos de los Valles Calchaquíes se encuentra una de las primeras imprentas de la Argentina en particular la conocida como Imprenta de la Patria.

## Servicios
Cuenta con un área de exposición permanente y otra destinada a exposiciones temporarias, laboratorios para estudios científicos y laboratorios de conservación. Posee también una sala de usos múltiples, cafetería y tienda de recuerdos.
Guía Virtual: acompañado de un simpático personaje que aguarda al visitante lo acompaña en diferentes puntos estratégicos del recorrido. Aparecerá mágicamente para guiarlo a través de la historia.

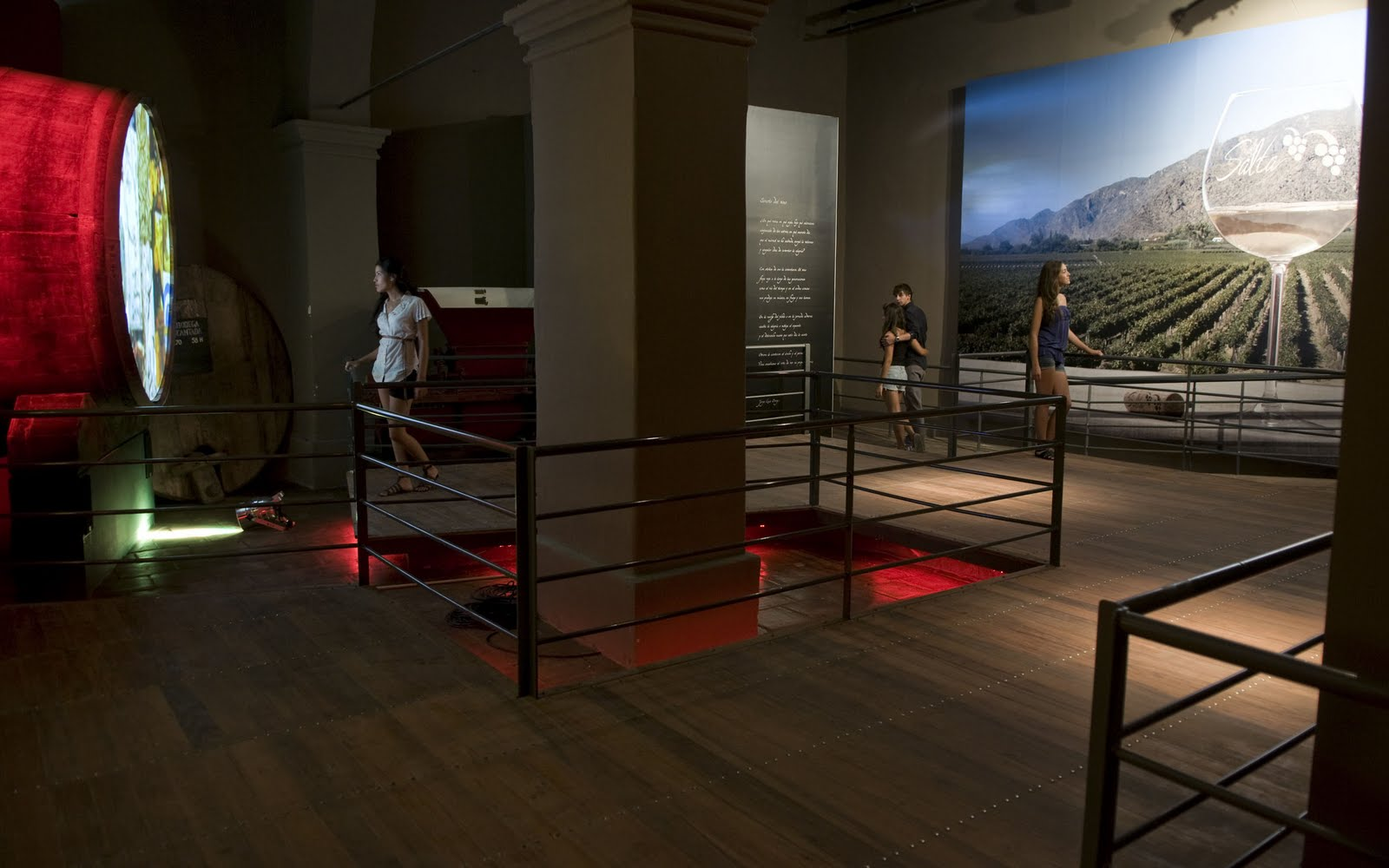
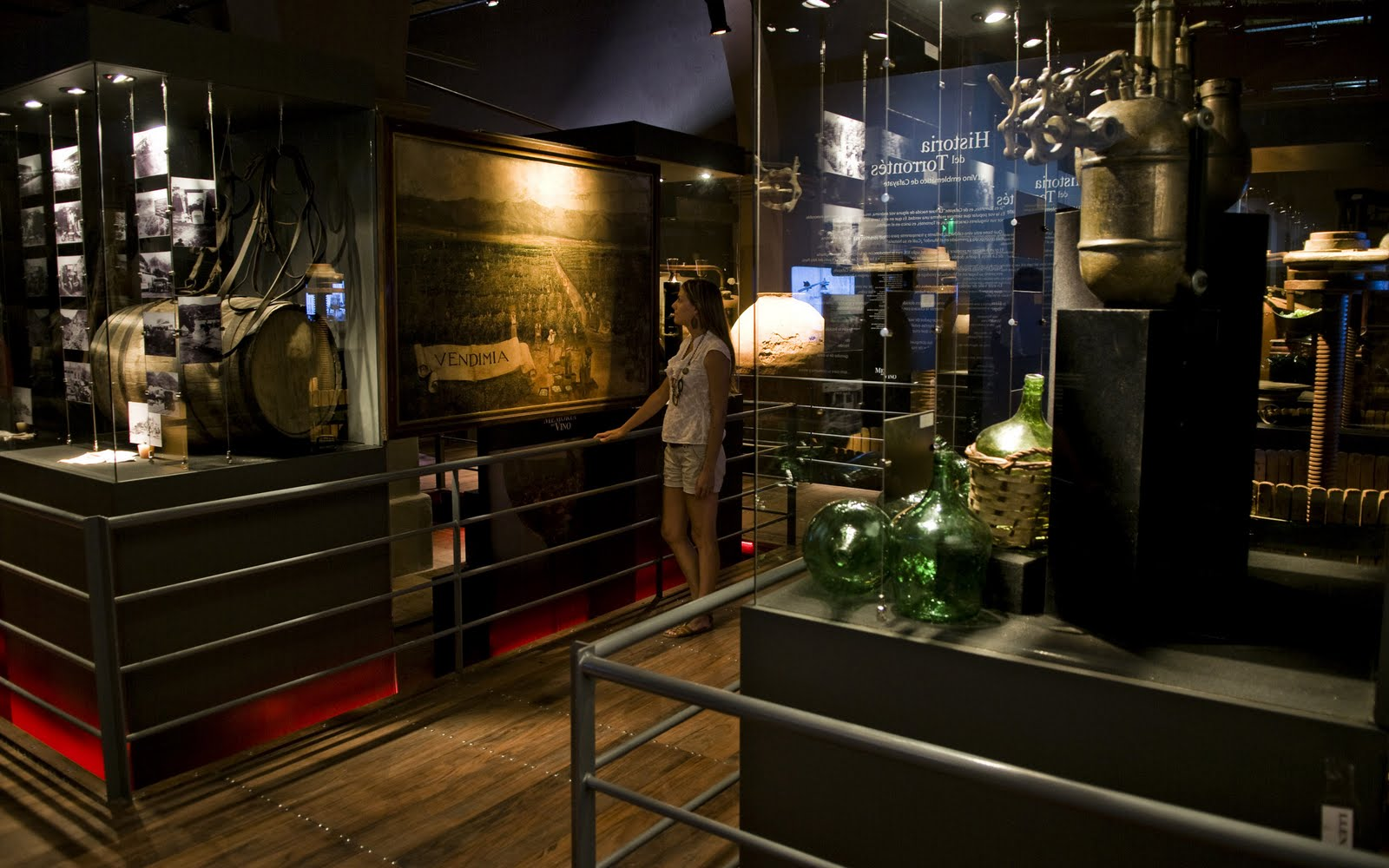
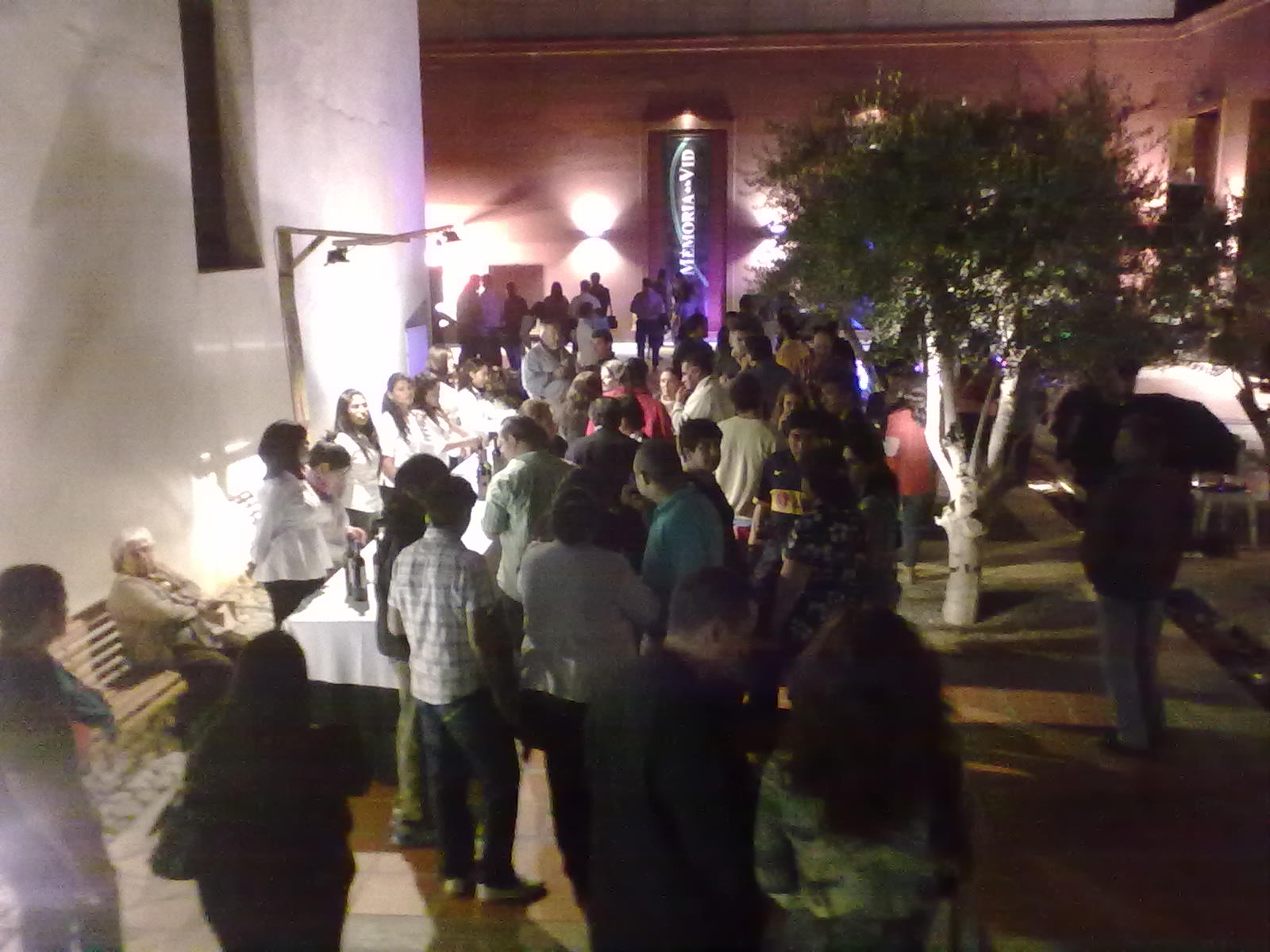